# Тинитская конфедерация
Тинитская конфедерация — египтологический термин для обозначения гипотетического союза племён в Древнем Египте. Считается, что конфедерация существовала до объединения Египта Менесом. Лидерами конфедерации скорее всего были племенные вожди. Столицей конфедерации является город Тинис. Позже конфедерация была включена в состав объединённого государства Верхнего и Нижнего Египтов.
Существование конфедерации является гипотезой, которая частично основывается на трудах Манетона. У современных египтологов есть ряд конкурирующих гипотез, объясняющих предполагаемые «протодинастические» события, которые предположительно привели к объединению при Первой династии. Многие учёные сегодня упоминают свидетельство о существовании «династии 0», предшествовавшей династии I. Термин «Династия 00» также используется для периода, предшествующего Династии 0, цари, которые правили в области Абидос-Тинис, и может соответствовать теоретической «Конфедерации тинитов».
В археологии, эта конфедерация связана с археологической культурой «Накада III».
Конфедерация появляется в компьютерной игре Pharaoh.